# District historique d'Alamo Plaza
Pour les articles homonymes, voir Alamo.
Le district historique d'Alamo Plaza, ou Alamo Plaza Historic District en anglais, est un district historique de la ville américaine de San Antonio, au Texas. Il est inscrit au Registre national des lieux historiques depuis le 13 juillet 1977 et comprend notamment la mission Alamo, également inscrite depuis le 15 octobre 1966 et même classée National Historic Landmark depuis le 19 décembre 1960.